# Депресія (гірництво)
Депресія шахти (рудника) — сума розрахункових депресій всіх виробок, що утворюють струмінь (від гирла повітреподавального ствола до гирла вентиляційного), місцевих опорів на всьому шляху руху повітря і природної тяги.
Депресія потоку повітря в гірничій виробці — різниця тиску (енергії) в двох точках потоку.
Різновиди:
- статична депресія

- динамічна депресія

- повна депресія